# فريدريك إم. شيرير
فريدريك إم. شيرير (بالإنجليزية: Frederic M. Scherer)‏ هو اقتصادي أمريكي، ولد في 1932.